# Nytestamentliga apokryfer
Nytestamentliga apokryfer är en omdebatterad term, tentativt använd för att beteckna sådana skrifter om Jesus och urkyrkan som inte var en del av Muratoriekanon, inte fanns med i Athanasius’ påskbrev från år 367 och inte kom att ingå i den syriska kanon när den syriska kyrkan som den sista kyrkan i östkyrkan år 508 antog 27 böcker i Nya testamentet som kanoniska.

## Terminologi
Ordet apokryf används sedan 1500-talet av lutheraner, reformert kristna och anglikaner om de gammaltestamentliga skrifter som romersk-katolska kyrkan kallar för Deuterokanoniska skrifter. Se även: Apokryferna.
I evangelisk-lutherskt, reformert och anglikanskt färgade forskarmiljöer på 1800-talet blev det vanligt att använda uttrycket nytestamentliga apokryfer om sådana skrifter som handlar om Jesus och urkyrkan, men som inte ingår i det nutida kanoniska Nya Testamentet. Ett inflytelserikt försök att sammanställa då kända nytestamentliga apokryfer gjordes av Edgar Hennecke (1865–1951). Det berömda, och omfattande, fyndet av skrifter i Nag Hammadi 1945 – somliga av dem med gnostisk inriktning – gjorde äldre översiktsverk föråldrade.
Ett evangelium är vanligtvis en skrift som påstår sig återge vad Jesus sade eller gjorde. Ett ovanligt undantag är Det koptiska egypterevangeliet som är ett slags skapelsemyt.
En apostla-akt är en berättelsesamling om en eller flera apostlar. Genren liknar Apostlagärningarna och medeltida helgonlegender.
Det kanoniska Nya Testamentet innehåller brev som påstår sig vara författade av apostlar och lärjungar. Inom den proto-ortodoxa kristendomen fortsatte apostlalärjungar (lärjungar till apostlar) och biskopar att författa brev. Några av dessa brev tillskrevs inledningsvis en status liknande den som de brev som sedan blev kanoniska hade. Så är exempelvis fallet med Första Klemensbrevet, som lästes som kanonisk skrift i den egyptiska kyrkan under 100-, 200- och 300-talen, innan sådan läsning förbjöds i Athanasius’ påskbrev år 367. Kristna minoritetsriktningar författade också läromässiga brev, exempelvis väst-valentinianen Ptolemaios brev till sin lärjunge Flora i slutet av 100-talet.
En apokalyps var ett slags skrift som återgav uppenbarelser som en profetgestalt eller apostlagestalt påstods ha haft, ibland – men inte alltid – med tidens slut som ämne. Ett uppstigande genom himlarna och skådandet av änglar är ett vanligt tema i apokalypser. Inom det kanoniska Nya Testamentet räknas Uppenbarelseboken till apokalypserna. I tidiga kristna miljöer författades även många andra apokalypser.

## Tradering och fyndhistoria
Några av de nytestamentliga apokryferna har aldrig varit bortglömda. Flera av apostla-akterna (och Jakobs protevangelium) fortlevde i mer eller mindre bearbetat skick som legendläsningar i västkyrkans gudstjänstliv, eller som folkböcker i väst (exempelvis Thomas barndomsevangelium) och öst (exempelvis Petrusapokalypsen).
Sådana nytestamentliga apokryfer som inte hade ett ortodoxt kristet innehåll skrevs däremot inte av, och i Egypten grävdes gamla exemplar ned i ökensanden, som bevarade dem till eftervärlden.
James Bruce köpte 1769 den numera s.k. Bruce-codex i Egypten, som har visat sig innehålla tre gnostiska skrifter: 
- Första Jeu,
- Andra Jeu och
- Den obetitlade skriften i Bruce-codex.

Den så kallade Askewkodexen förvärvades av Anthony Askew 1773, och hamnade efter hans död på British Library. Den visade sig innehålla den gnostiska skriften Pistis Sofia. 
En tysk forskare köpte 1896 en papyrusbok (känd som Akhminkodexen, den gnostiska Berlinkodexen eller Papyrus Berolinensis 8502) upphittad i Akhmin, Egypten. Den innehåller: 
- Maria Magdalenas evangelium,
- Johannesapokryfen,
- (de proto-ortodoxa) Petrusakterna och
- Jesu Kristi vishet

Kodex Tchacos är en papyruskodex upphittad på 1970-talet. Den innehåller 
- Petrus brev till Filippos,
- Första Jakobsapokalypsen,
- Judasevangeliet och
- Allogenes.

Det mest berömda fyndet ägde dock rum i Nag Hammadi år 1945, där man, förutom ett exemplar av Platons Staten och tre hermetiska skrifter, hittade ett stort antal nytestamentliga apokryfer – några med ett ortodoxt innehåll, några med ett enkratitiskt innehåll, de flesta med gnostiskt innehåll.

## Underavdelningar
Skrifter som sammanförs under beteckningen nytestamentliga apokryfer är sinsemellan mycket olika vad gäller tillkomstmiljö, originalspråk och läromässig inriktning.

### Agrafa
Somliga påstådda jesusord har inte bevarats i form av självständiga evangelier, utan som citat av andra författare. Sådana citat kallas för agrafa, oskrivna.

### De apostoliska fäderna
- De tolv apostlarnas lära eller Didaché
- Första Klemensbrevet
- Ignatios brev till efesierna
- Ignatios brev till magnesierna
- Ignatios brev till trallianerna
- Ignatios brev till romarna
- Ignatios brev till filadelfierna
- Ignatios brev till smyrnéerna
- Ignatios brev till Polykarpos
- Polykarpos brev till filipperna
- Polykarpos martyrium
- Andra Klemensbrevet
- Barnabasbrevet
- Papiasfragmenten
- Quadratusfragmentet
- Diognetosbrevet
- Hermas Herden

### Judisk-kristna nytestamentliga apokryfer
- Evjoniterevangeliet
- Nasaréerevangeliet

### Proto-ortodoxa nytestamentliga apokryfer
- Det grekiska egypterevangeliet
- Hebreerevangeliet
- Jakobs protevangelium
- Paulus brev till laodikeerna
- Paulus och Theklagärningarna
- Petrusakterna
- Den grekiska Petrusapokalypsen
- Thomas barndomsevangelium

### Enkratitiska nytstamentliga apokryfer
- Tomasevangeliet

### Setianska nytestamentliga apokryfer
- Det koptiska egypterevangeliet
- Judasevangeliet

### Valentinianska nytestamentliga apokryfer
- Filipposevangeliet
- Sanningens evangelium

### Svårbestämda nytestamentliga apokryfer
- Egertonevangeliet
- Hemliga Markusevangeliet
- Johannesakterna
- Nikodemosevangeliet
- Oxyrhynchuos 840-evangeliet
- Oxyrhynchos 1224-evangeliet
- Petrusevangeliet
- Thomasakterna
- Thomas Athletens bok

### Nytestamentliga apokryfer i modern tid
Normalt räknas endast texter författade före det vid 300-talets slut fast avgränsade Nya Testamentet till de nytestamentliga apokryferna. Modernare kyrkokritiska skrifter som imiterar bibliska genrer som Sjätte moseboken eller De tolv heligas evangelium kallas ibland "moderna apokryfer".
Exempel på sådana moderna nytestamentliga apokryfer är:
- Barnabasevangeliet
- Mormons bok

## Fotnoter
1. ↑  Mal Couch (ed.),A Bible Handbook to Revelation (Grand Rapids MI: Kregel Publications, 2001), s. 32.
2. ↑  Nationalencyklopedin multimedia plus, 2000